# Station solaire
Station solaire (titre original : Solarstation) est un roman de science-fiction de l'auteur allemand Andreas Eschbach paru en 1996 et traduit en langue française en 2000.

## Résumé
Dans un futur proche, la station spatiale expérimentale Nippon orbite à 400 km de la Terre. Son rôle est d'étudier et de développer les techniques de captage et de transmission de l'énergie solaire depuis l'espace. La station comporte neuf astronautes, dont une majorité de Japonais, qui y vivent en huis clos.
Un jour, c'est le drame : un meurtre est commis, et forcément par l'un des huit astronautes restants.
Puis des terroristes débarquent et s’emparent de la station, exigeant une forte rançon pour quitter les lieux.

## Prix littéraires
- Station solaire de Andreas Eschbach a reçu le Prix Kurd-Laßwitz et le Prix allemand de science-fiction du meilleur roman de science-fiction allemand en 1997.

## Édition française
- Andreas Eschbach, Station solaire, traduit de l'allemand par Claire Duval, éditions L'Atalante, coll. La Dentelle du cygne, 2000, 320 p.  (ISBN 2841721299)